# Centaurea isaurica
Centaurea isaurica — вид рослин роду волошка (Centaurea), з родини айстрових (Asteraceae).

## Опис рослини
Це багаторічна рослина з прямовисним стеблом, 40–45 см, з невеликою кількістю квіткових голів. Листки притиснено сіро-запушені з обох сторін; розеткові неподільні; нижні стеблові ліроподібні, з ланцетоподібним кінцевим сегментом і 2–4 парами ланцетних бічних сегментів; серединні та верхні листки ланцетні. Кластер філаріїв (приквіток) ≈ 15 мм ушир; придатки досить великі, солом'яного кольору, трикутні.

## Середовище проживання
Ендемік Туреччини (Анатолія).